# 棒山口
棒山口（英語：Bum La Pass），又称邦拉山口。是位於中华人民共和国西藏自治区山南市错那市与印度阿鲁纳恰尔邦达旺县实控邊境的一個隘口，距離达旺镇37公里，距離错那镇43公里。该隘口是達旺与西藏之间的贸易点，也是中印两国安全部队商定的中印邊境邊防會談會晤站。
1962年中印边境战争期间，在此地发生棒山口战斗。战争結束後，棒山口關閉。2006年，邦拉山口向商人重新开放。除了各国的邮递员外，中印兩國的商人也可以通過棒山口进入对方的领土。